# Admiraal De Ruijterweg

Admiraal de Ruijterweg met trambaan van de Haarlemse Tram; circa 1910.

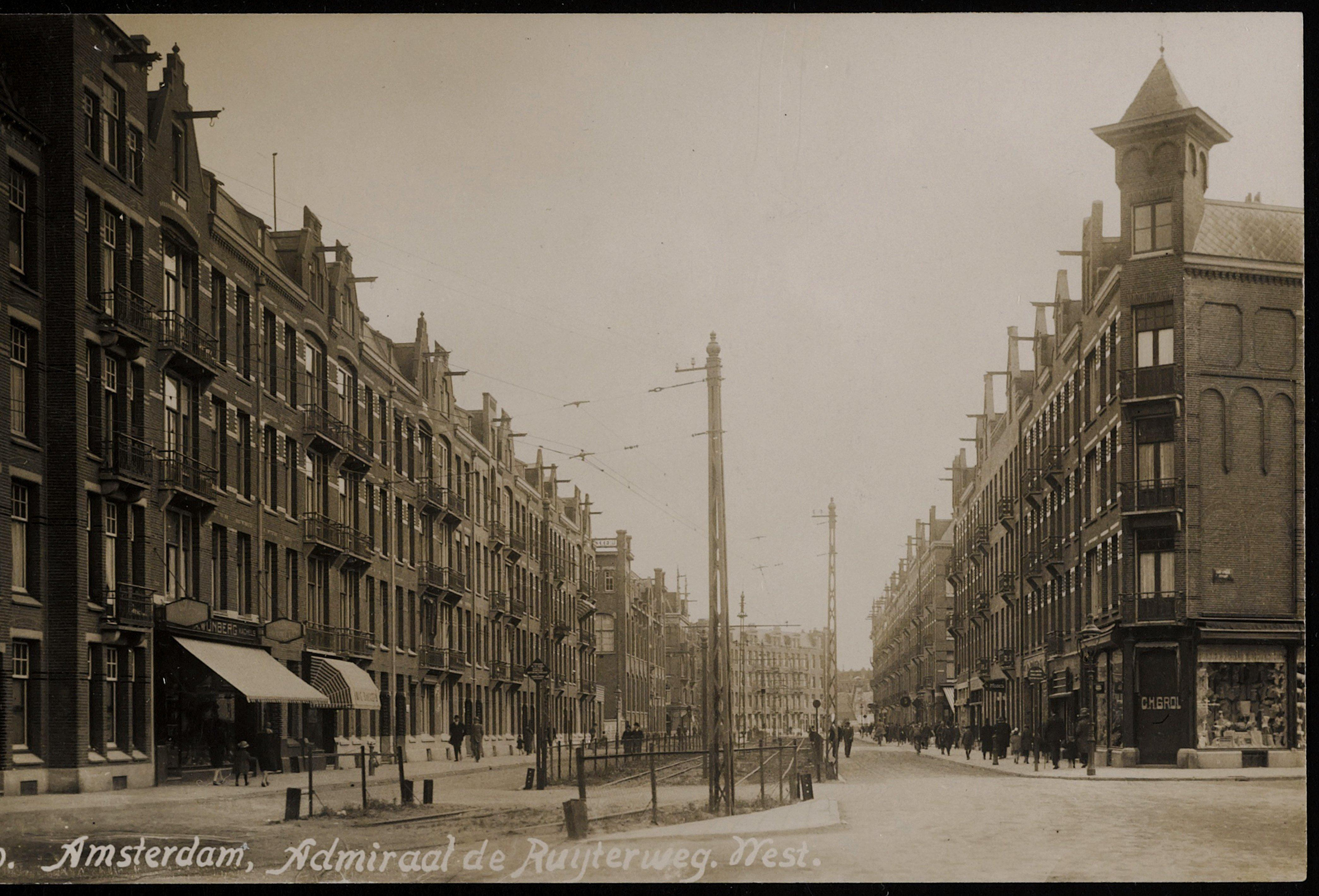
Admiraal de Ruijterweg, gezien in oostelijke richting vanaf de Jan Evertsenstraat; met trambaan van de Haarlemse Tram; 1926.

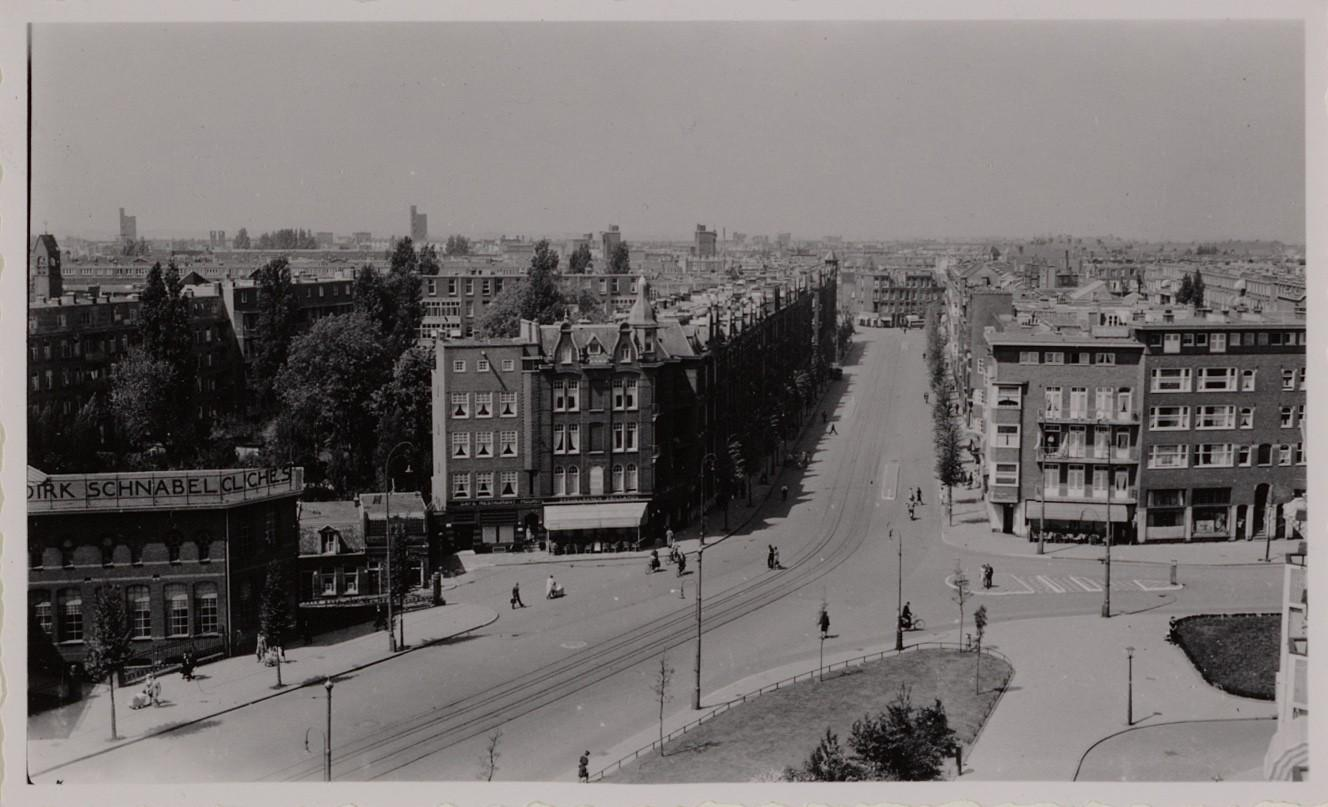
De Admiraal de Ruijterweg bij de kruising met de Slatuinenweg en de Willem de Zwijgerlaan, gezien vanaf flatgebouw de Oranjehof; circa 1942.

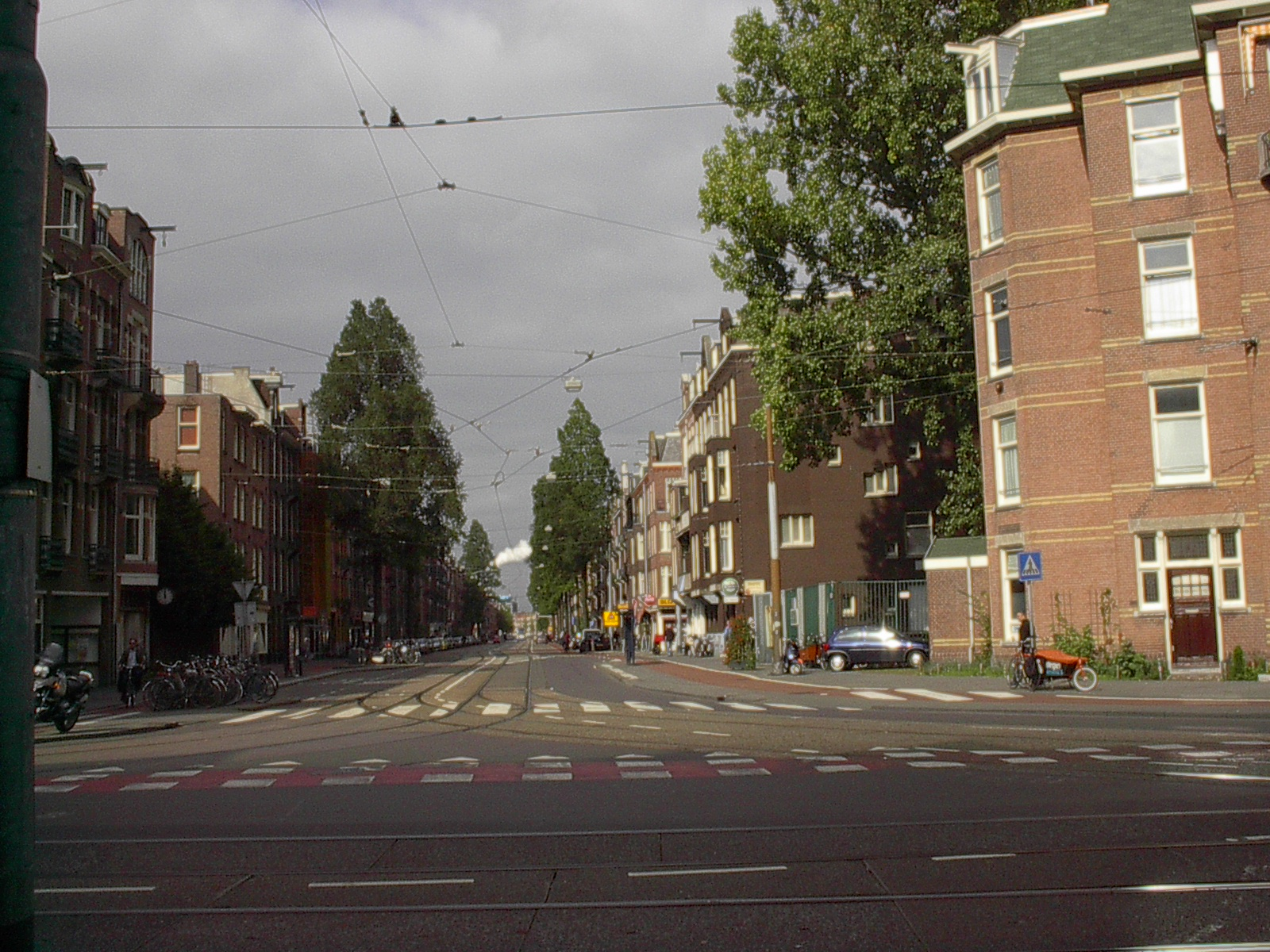
De Admiraal de Ruijterweg ter hoogte van De Krommert (september 2007).

De Admiraal De Ruijterweg is een straat in Amsterdam-West en vernoemd naar de vlootvoogd Admiraal Michiel Adriaenszoon de Ruyter (1607-1676).
De weg begint bij de Wiegbrug over de Kostverlorenvaart en ligt in het verlengde van de De Clercqstraat. Ze eindigt bij de Haarlemmerweg. Aanvankelijk boog de weg hier in westelijke richting af, maar sinds 1956 buigt de weg naar het noorden af naar de Molenwerf, richting Sloterdijk. De brug (nr. 397) over de Haarlemmervaart heet sinds 2006 Zoutmanbrug.

## Geschiedenis
De weg is aangelegd in 1908 langs de in 1904 geopende tramlijn Amsterdam - Haarlem - Zandvoort van de ESM. Deze lag in de beginjaren nog tussen onbebouwde weilanden in de gemeente Sloten. Voor de aanleg van de tramlijn was een strook grond van 23 meter breedte verworven voor de trambaan met aan beide kanten een provisorische weg. Daartoe werd 280.000 m³ zand gestort.
Ze kreeg in eerste instantie de aanduiding "Nieuwe weg" maar de gemeente vernoemde de straat vervolgens in 1908 naar de admiraal. Na de annexatie op 1 januari 1921 van de gemeente Sloten kwam de straat in Amsterdam te liggen. Elders in de stad bestond al de De Ruijterkade, maar dat was geen reden tot naamswijziging. Andere straten in de omgeving werden wel hernoemd omdat deze namen al elders in Amsterdam voorkwamen.
Voordat de Wiegbrug werd gebouwd, sinds 1904 de verbinding tussen Amsterdam en de Admiraal De Ruijterweg in de gemeente Sloten, lag er tussen Amsterdam en de voormalige buurtschap De Baarsjes een smalle ophaalbrug voor voetgangers met naam Tolbrug. Voor de aanleg van de tramlijn Amsterdam - Haarlem werd de ophaalbrug door een nieuwe basculebrug vervangen. In 1931 werd deze verbreed en van bovenleiding voorzien. In de jaren tachtig was de brug versleten en werd tussen 1988 en 1990 door een nieuwe basculebrug vervangen.
De weg liep vanaf de Wiegbrug een eind westwaarts, evenwijdig aan het het watertje De Krommert. Na een scherpe bocht naar rechts en een brug over het riviertje loopt de weg naar het noordwesten, richting het dorp Sloterdijk. De weg was aangelegd op een strook opgehoogd land die het oude gekromde slotenpatroon volgde. Deze strook kreeg hiermee de gekromde loop die deze weg nu nog kenmerkt. Aan het einde bij de Haarlemmerweg splitst de weg zich in tweeën, het rechter gedeelte sluit aan op de al genoemde Zoutmanbrug. Het linker gedeelte is gekromd en eindigt voor de Haarlemmerweg, waar deze en de tramlijn tot 1957 doorliep richting Halfweg. Hier lag ook de oude brug over de Haarlemmervaart die tot 1956 toegang gaf tot het dorp Sloterdijk.

## Gebouwen

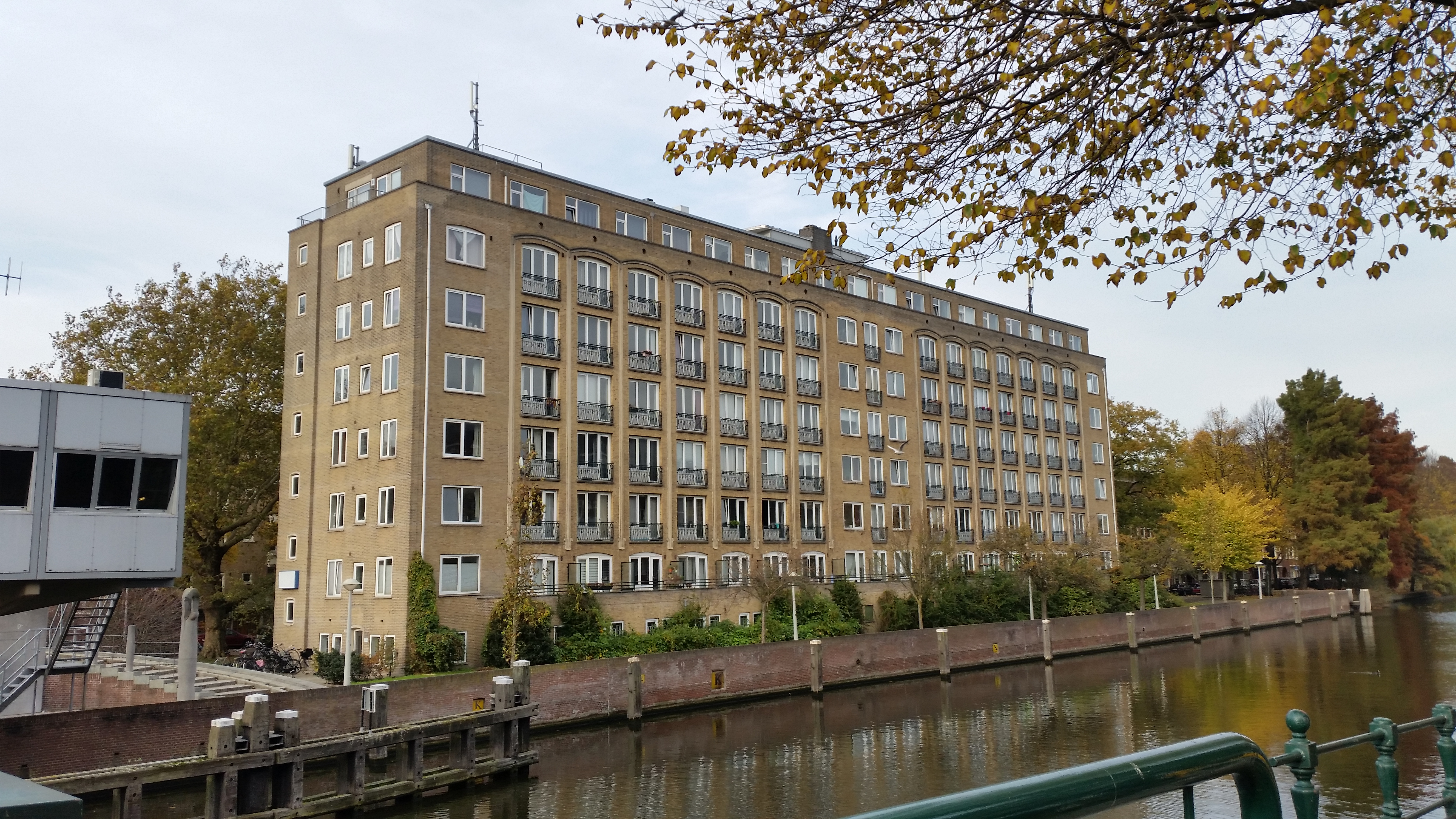
Admiraal de Ruijterweg 26 (Oranjehof) gezien vanaf de Wiegbrug (november 2018).

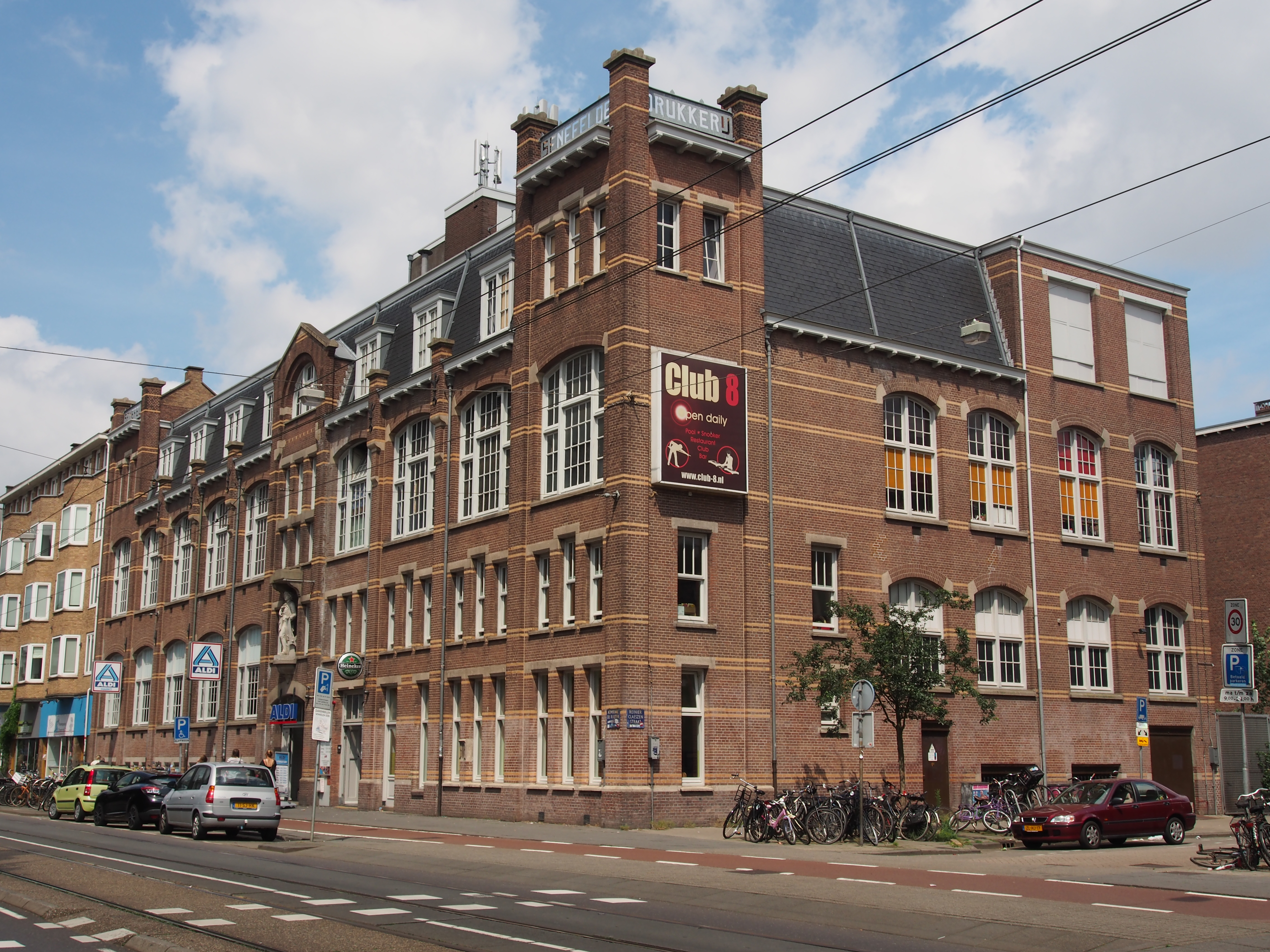
Het gebouw van Drukkerij Senefelder, Admiraal De Ruijterweg 56 (2016).

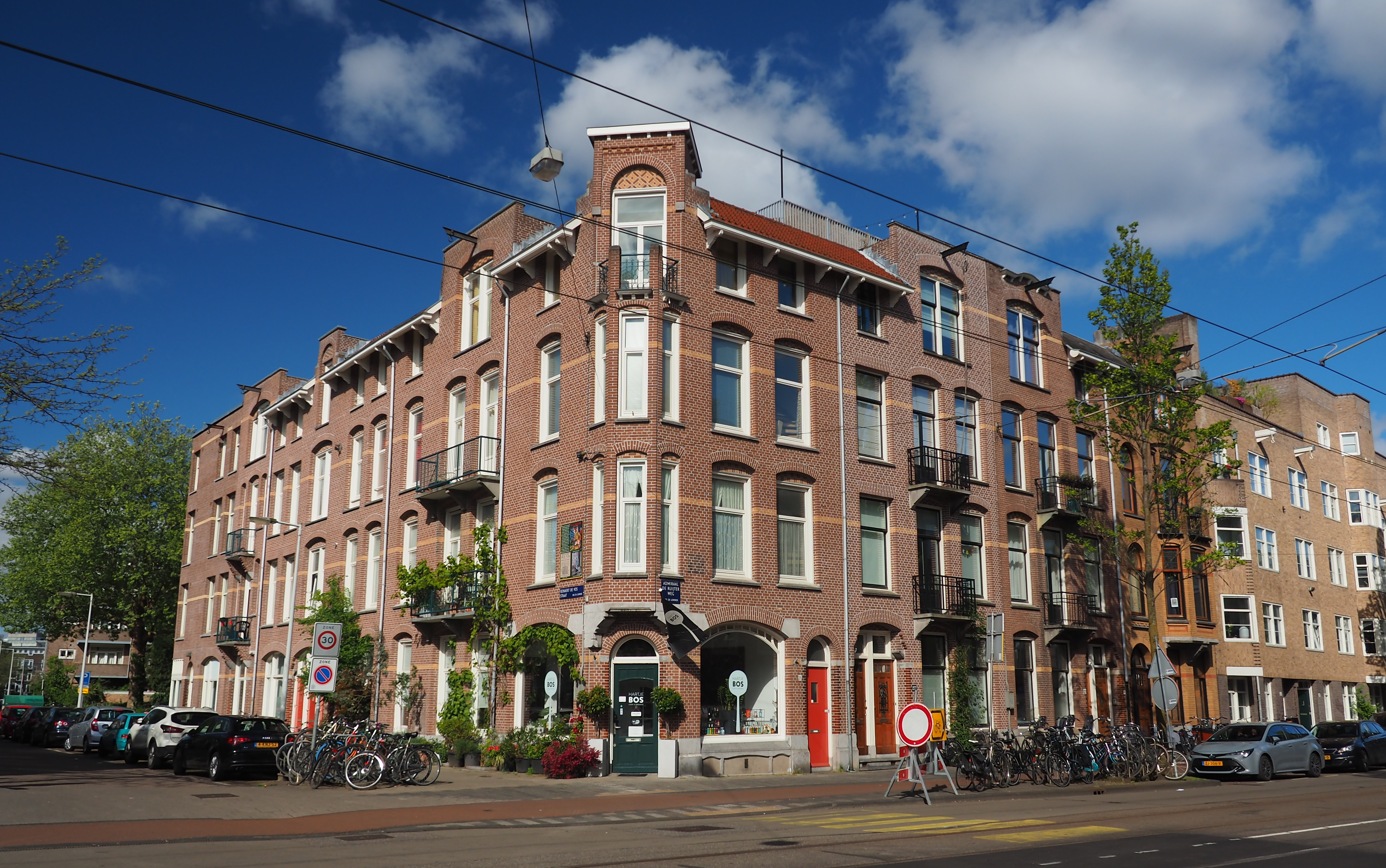
Admiraal de Ruijterweg hoek Reinaert de Vosstraat (2020).

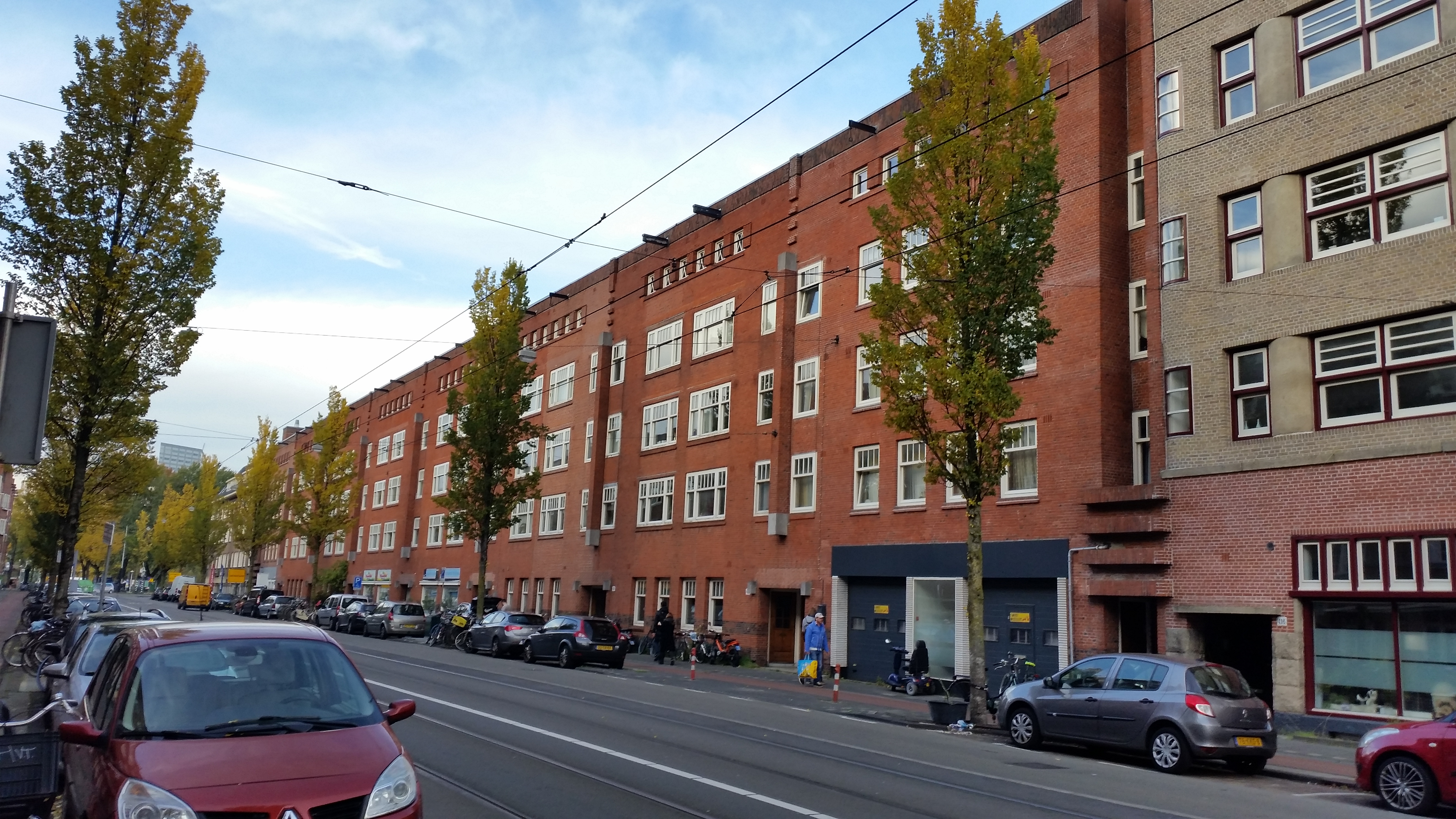
Het Roodenburgh-blok (november 2018).

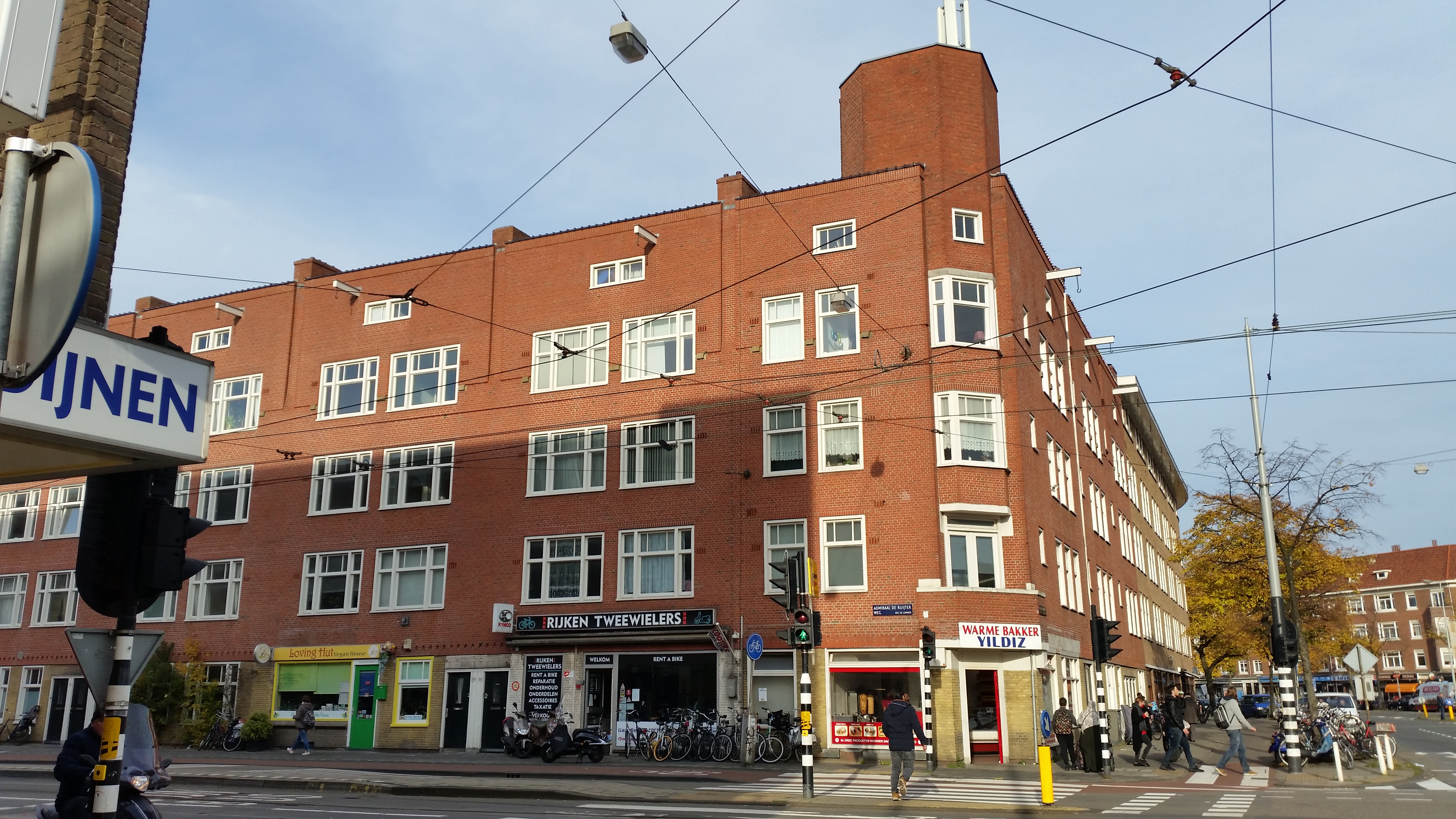
Admiraal De Ruijterweg 330 op de kruising met de Bos en Lommerweg (2018).

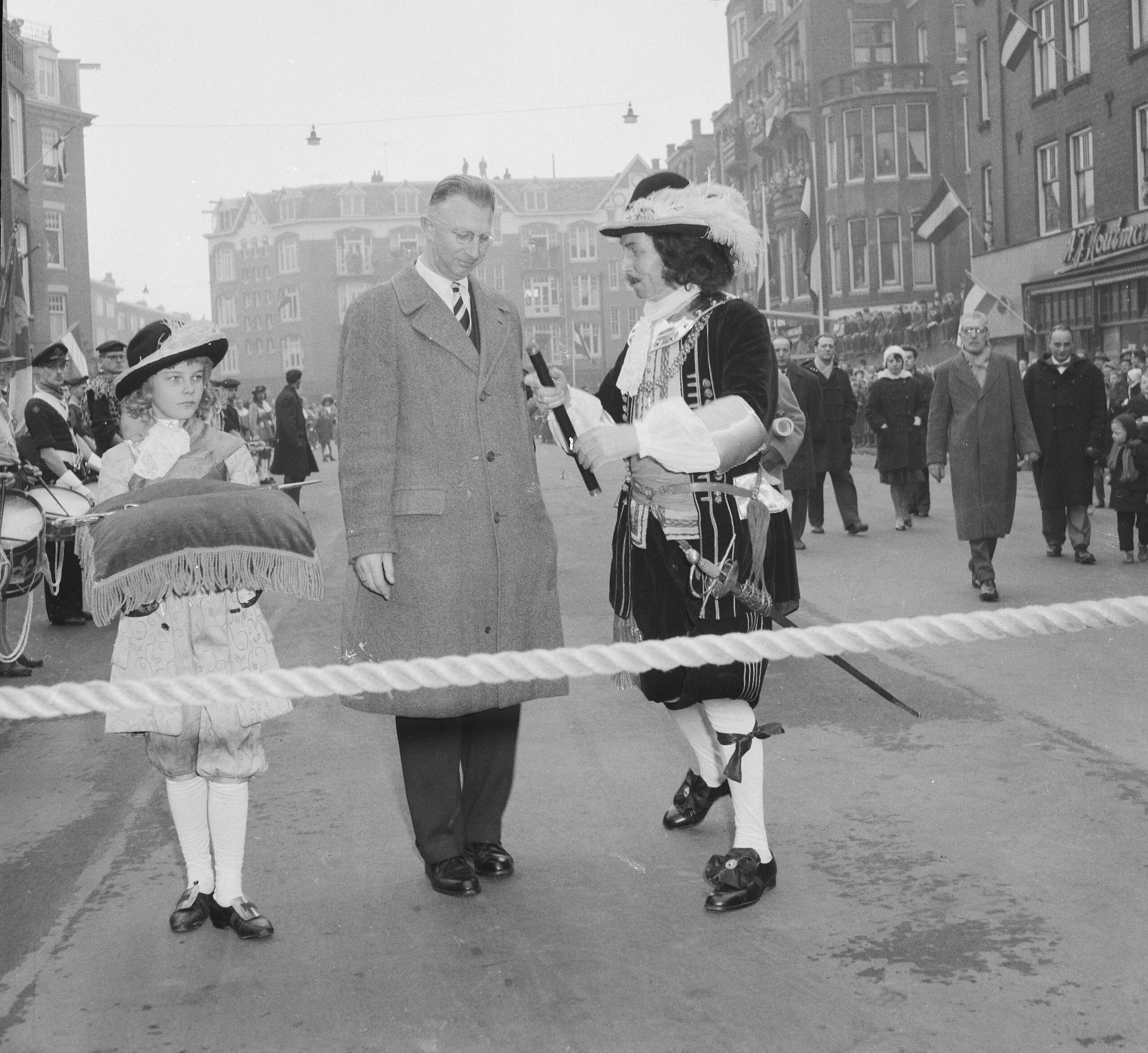
Opening van de geasfalteerde straat door wethouder G van t Hull in 1960.

Een van de eerste gebouwen langs de nieuwe weg was het gebouw Admiraal De Ruijterweg 56 van Drukkerij Senefelder, gebouwd in 1908-1910.
Een ander gebouw uit de begintijd van de Admiraal de Ruijterweg stond juist bijna aan het andere einde, nabij de Haarlemmerweg, dit was de Boomkerk van Peter Bekkers uit 1910-1911.
Vanaf 1910 werden langs de weg vele forensenwoningen gebouwd, de ESM exploiteerde niet alleen de tramlijn, maar had ook inkomsten uit de bouw van huizen, waarvan de nieuwe bewoners tevens potentiële klanten voor de tramdienst werden. De gemeente Sloten was ook voorstander van de bouw van nieuwe woningen om zo extra inwoners te krijgen, die in deze randgemeente voor extra inkomsten zorgden. Ook was het van belang om sterker te staan tegenover de grote stad Amsterdam die graag aanliggende gebieden wilde annexeren. Dit geschiedde uiteindelijk in 1921.
De Admiraal De Ruijterweg kreeg vanaf 1910 ook een aantal (nog korte) zijstraten, die de aanzet vormden tot wat nu de Trompbuurt is (naar Maarten Harpertszoon Tromp). Toen na 1921 de gemeente Amsterdam de straten in de omgeving van de Admiraal De Ruijterweg verder ging volbouwen kregen de huizen ook een duidelijk andere stijl, die geïnspireerd is door de Amsterdamse Schoolstijl. Ook de nog onbebouwde delen van de Admiraal De Ruijterweg werden in de jaren twintig volgebouwd.
Een deel van de oorspronkelijke bebouwing ter hoogte van de huidige Willem de Zwijgerlaan is omstreeks 1937 al gesloopt voor de aansluiting van die toen nieuwe weg. Daarom ontbreken in de straat de lage even nummers. Hier werden eind jaren dertig nieuwe huizen gebouwd. Tussen de Wiegbrug en de Willem de Zwijgerlaan werd in 1940-1942 het zuidelijke deel van de Geuzenbuurt gebouwd.
De straat begint hier aan de even zijde met huisnummer 26. Dat adres is de zuidpunt van de hoogbouwflat Oranjehof uit 1942, sinds 2013 gemeentelijk monument. De woningen waren oorspronkelijk bestemd voor alleenstaande werkende vrouwen. Het gebouw is ontworpen door een van de eerste vrouwelijke architecten, Koos Pot-Keegstra, en steekt wat hoogte betreft af tegen de omgeving bestaande uit etagebouw. Het volgende blok, sinds 2014 een gemeentelijk monument, is wat verder van de rijweg af gebouwd. De huisnummers 28 tot en met 36 maken deel uit van Geuzenhof II van architect Johannes Fake Berghoef, gebouwd in 1940. Ook dit is sinds 2013 gemeentelijk monument.
Aan de overkant staat een het voormalige gebouw van de clichéfabriek Schnabel, naar een ontwerp van Anton J. Joling. Het is eind 20e eeuw verbouwd tot bankfiliaal. Het staat scheef ten opzichte van de rijweg, evenwijdig aan het Slatuinenpad, onderdeel van de oude buurtschap De Baarsjes.
Na de kruising met de Willem de Zwijgerlaan en de Slatuinenweg volgt een brede woon/winkelstraat, waarbij aan de even kant (huisnummers 40 tot en met 50) een bouwblok staat naar ontwerp van Theo Kint in de stijl van de Amsterdamse School; het werd later te veel verbouwd om voor een monumentenstatus in aanmerking te komen. Daarna volgt aan diezelfde kant het gebouw van Drukkerij Senefelder op Admiraal De Ruijterweg 56, sinds 2013 een gemeentelijk monument. Zowel aan de even als oneven kant staan portiekwoningen met soms artistieke betegeling, en etalages met soms daarboven artistieke bovenlichten.
Waar de Admiraal De Ruijterweg de bocht naar het noorden maakt, bevindt zich aan de zuidzijde een blok woningen met adressen verwijzend naar vier zeehelden, Michiel de Ruijter, Jan Evertsen, Witte de With en Jan van Speijk. Vrijwel direct na deze bocht bevindt zich een gat in de bebouwing, de plaats waar het watertje De Krommert liep. Dit is gedempt in de jaren dertig en vijftig, nu is er een laag gelegen speeltuin tussen de bebouwing. De tramhalte van de Haarlemse tram hier heette 'Halte de Krommert'.
Er volgt een lange rij woonblokken, waarbij het gebouw van Westerwijk (huisnummers 148-152) er in architectonisch opzicht uitspringt. Het is een creatie van Ferdinand Jantzen in de Amsterdamse Schoolstijl; een gemeentelijk monument. Daarnaast staat een pand met een voor deze buurt geheel eigen ondergevel; het resultaat van een verbouwing voor de Spaarbank voor de stad Amsterdam, die daar jarenlang filiaal hield.
De portiekwoningen lopen met onderbreking van het voormalige politiebureau uit 1910 op nummer 226 door tot aan de Boomkerk van Peter Bekkers uit 1910-1911, die ook nog midden in het veld is gebouwd (bijnaam "Onze lieve heer tussen de koeien". Deze kerk op nummer 406 is het enige rijksmonument aan de Admiraal De Ruijterweg; de naastgelegen pastorie op 408 van dezelfde architect is gemeentelijk monument. Het daarnaast gelegen schoolgebouw uit 1915, ook al van Bekkers en met verbouwingen onder leiding van Karel Petrus Tholens, ontbeert die monumentenstatus. Daar voorbij is er weer gebouwd in de stijl van de Amsterdamse School met een groot blok met opvallend rode baksteen van Jordanus Roodenburgh.
Aan de oneven kant zijn er eveneens bouwblokken. De bebouwing bij de kruising met de Bos en Lommerweg was weer van de hand van Theo Kint.
Aan het einde van de weg, nabij de Haarlemmerweg, zijn er nog twee gemeentelijke monumenten, een postkantoor uit rond 1913 (ontwerp Bouw- en Woningtoezicht Sloten) en het gebouw voor de Wereldbibliotheek uit 1922 van Lambertus Zwiers. Zwiers verzorgde al boeken voor de Wereldbibliotheek. Het gebouw werd in februari 1922 geopend door burgemeester Willem de Vlugt. Sinds de verhuizing van de Wereldbibliotheek in 1976 naar elders is hier drukkerij Lindenbaum gevestigd.

## Kunstwerken
De Admiraal De Ruijterweg begint direct met kunst. Op de draagzuil van het brugwachtershuisje behorend bij de Wiegbrug is het beeldje Het boegbeeld van Leonie Mijnlieff geplaatst. Ten westen van genoemd huisje staat de sculptuur Ankh van Peter van de Locht. Aan de gevel van de voormalige drukkerij Senefelder staat een beeld van Alois Senefelder, de maker is onbekend. Daarna moet de straat het zonder kunst in de openbare ruimte doen, maar de kerk De Boom heeft drie beelden, waaronder Maria met kind en Sint-Antonius van Padua, een rosetraam en tegeltableaus aan de straatkant. In de gevel van de kerk is ook de gedenksteen Jan Verleun en Gerard Steen geplaatst van Willem IJzerdraat. Het laatste gebouw kreeg voor de Wereldbibliotheek kunstig glaswerk mee.
Voor wat betreft bouwkundige kunstwerken zijn er de Wiegbrug (aan het begin) en de Zoutmanbrug aan het eind. De verdwenen brug 249 was oorspronkelijk een trambrug maar vanaf 1908 ook een verkeersbrug over De Krommert. Bij de demping van De Krommert in 1959 werd de brug afgebroken dan wel vervangen door een poldergemaaltje, dat later geheel onder het zand verdween. Bouwvakkers kwamen rond 1982 nog delen van de brug tegen toen er weer tramrails werden neergelegd.

## Openbaar vervoer

### Trams
De tramlijn naar Haarlem via de Admiraal De Ruijterweg was uitgevoerd in smalspoor (1000 mm), terwijl de Amsterdamse tram op normaalspoor rijdt. Aanvankelijk reed hier de ESM, vanaf 1924 de NZH. In 1927 werd tramlijn 13 vanaf de Bilderdijkstraat via de De Clercqstraat, Wiegbrug en Admiraal De Ruijterweg verlengd naar de Jan Evertsenstraat tot aan het Mercatorplein. Tussen de Wiegbrug en De Krommert werd toen net als in de De Clercqstraat en verder, een drierailig spoor aangelegd. De vrije baan van de Blauwe Tram werd hier vervangen door straatspoor.
Op het gedeelte tussen De Krommert en de Haarlemmerweg bleef de vrije baan bestaan tot de opheffing in 1957. Deze baan in het midden nam een groot deel van de straat in beslag en het doorgaande verkeer werd verwezen naar de naastgelegen Bestevâerstraat. Na de opbraak van de trambaan en asfaltering kwam de weg in 1960 voor het doorgaande verkeer in gebruik. Ook was er nu voldoende ruimte om auto's te parkeren.
Na de opheffing van de Haarlemse Tram in 1957 bleef op het eerste deel alleen tramlijn 13 over. Op 20 september 1982 verschenen hier ook de lijnen 12 en 14 toen, 25 jaar na de opheffing van de Haarlemse Tram, de nieuwe trambaan naar Station Sloterdijk werd geopend. Op 22 juli 2018 werden tramlijn 12 en tramlijn 14 vervangen door tramlijn 19.

### Bussen
De straat was na asfaltering in 1960 breed genoeg om ook busverkeer te verwerken. Vanaf 1959 verschenen in gedeelten de lijnen 14, F, L en 21. In 1965 werden lijn F en L vervangen door lijn 15 en 18 en in 1975 werd lijn 14 vervangen door lijn 33. In 1966 verscheen lijn 36 en in 1974 lijn 19 in 1981 vervangen door lijn 42. In 1981 werd lijn 33 weer vervangen door lijn 14 die in 1982 op zijn beurt werd vervangen door tramlijn 14. Van 2006 tot 2014 reed lijn 64 door het laatste gedeelte van de straat. Daarnaast reed ook NZH lijn 85 door de straat. Reden er begin jaren tachtig nog zeven buslijnen, sinds 2014 rijdt alleen nog buslijn 18 tussen de Krommert en Jan van Galenstraat door de straat.

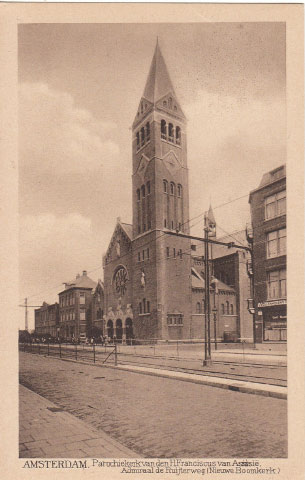
Admiraal de Ruyterweg 406, Kerk van Sint-Franciscus van Assisi (Boomkerk);  circa 1920.
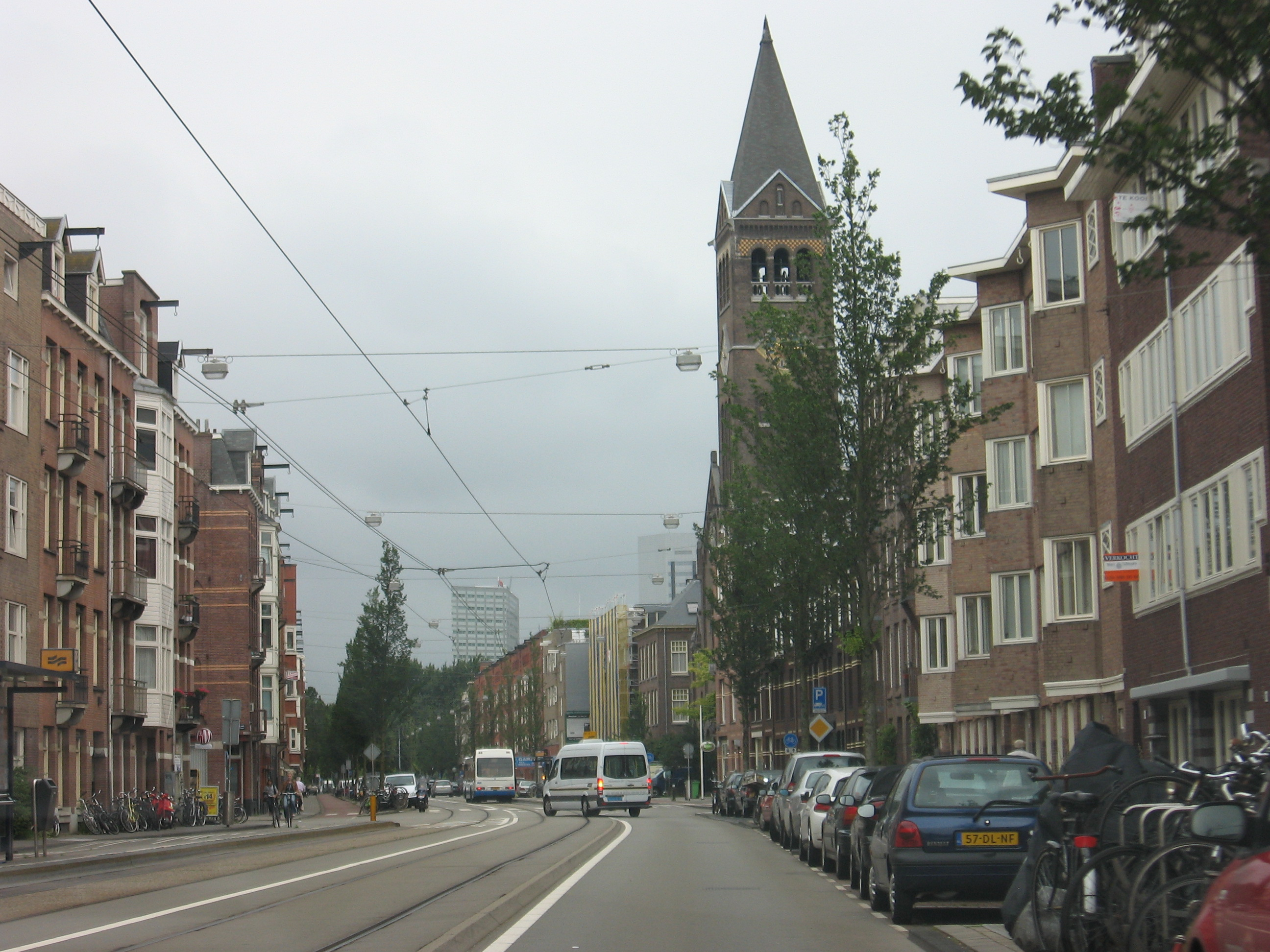
Admiraal De Ruijterweg met Boomkerk; circa 2009.
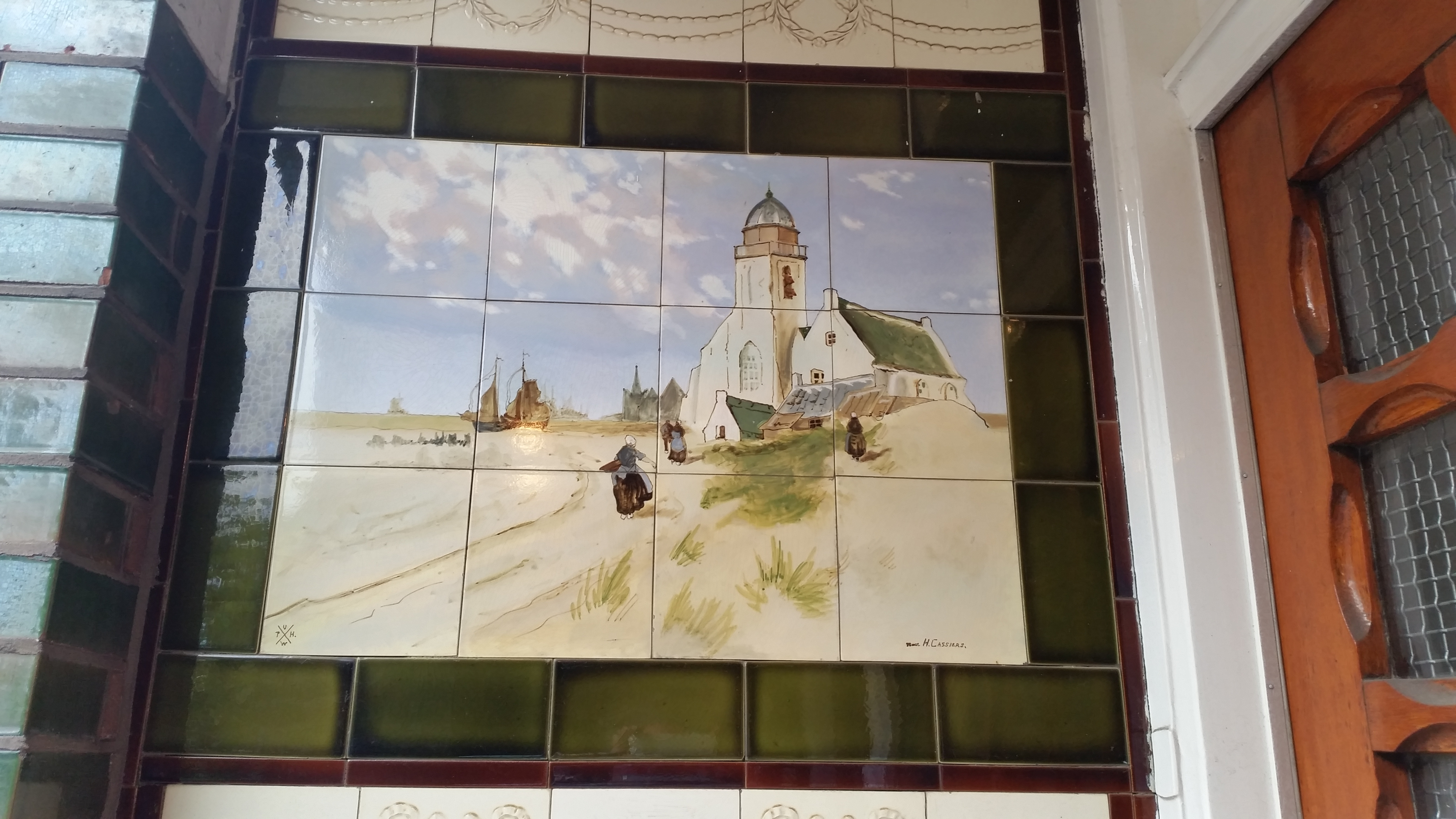
Tegelwerk in portiek Admiraal De Ruijterweg 52 (november 2018).
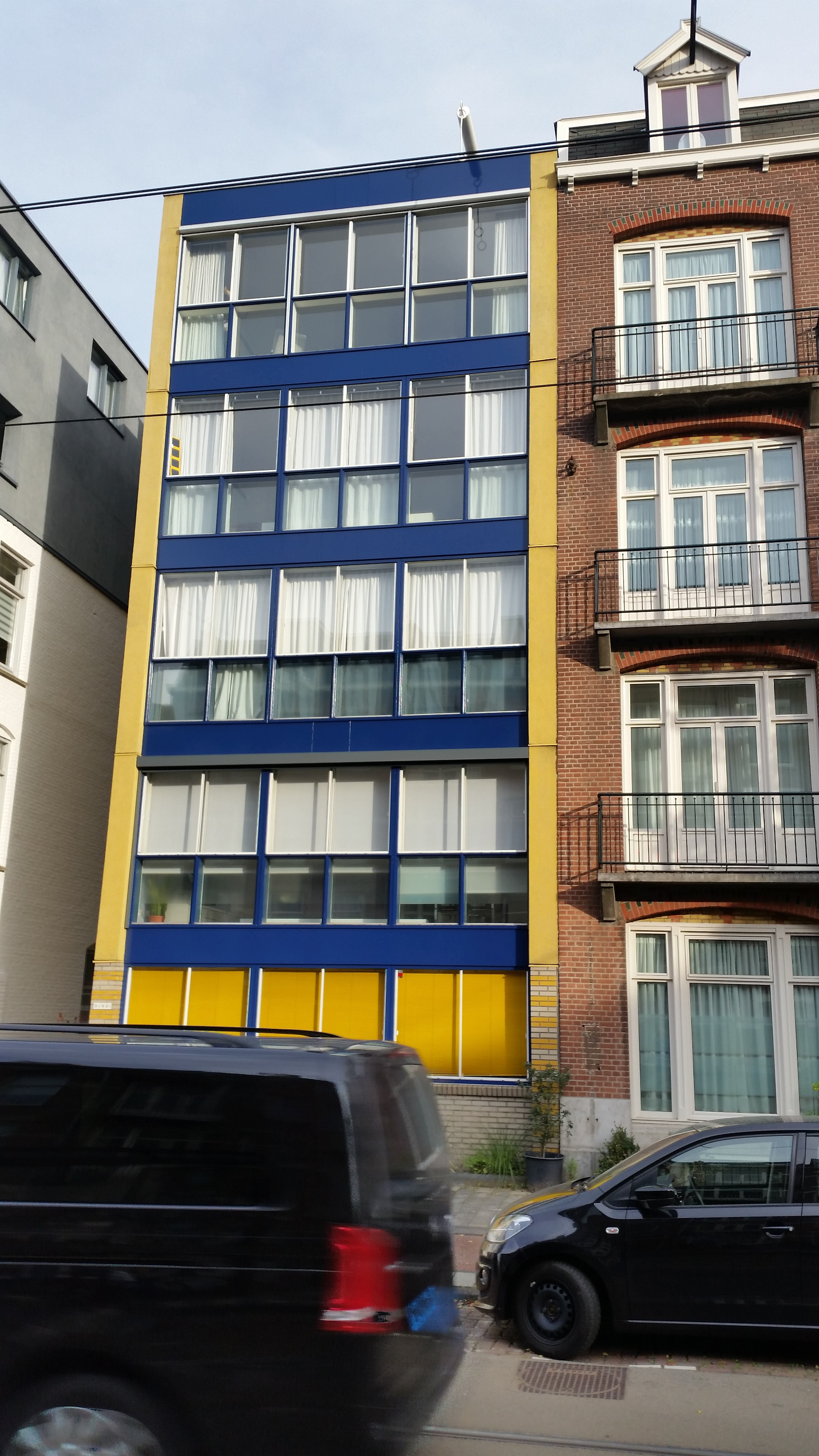
Qua architectuur afwijkend gebouw op nr. 224 (november 2018).
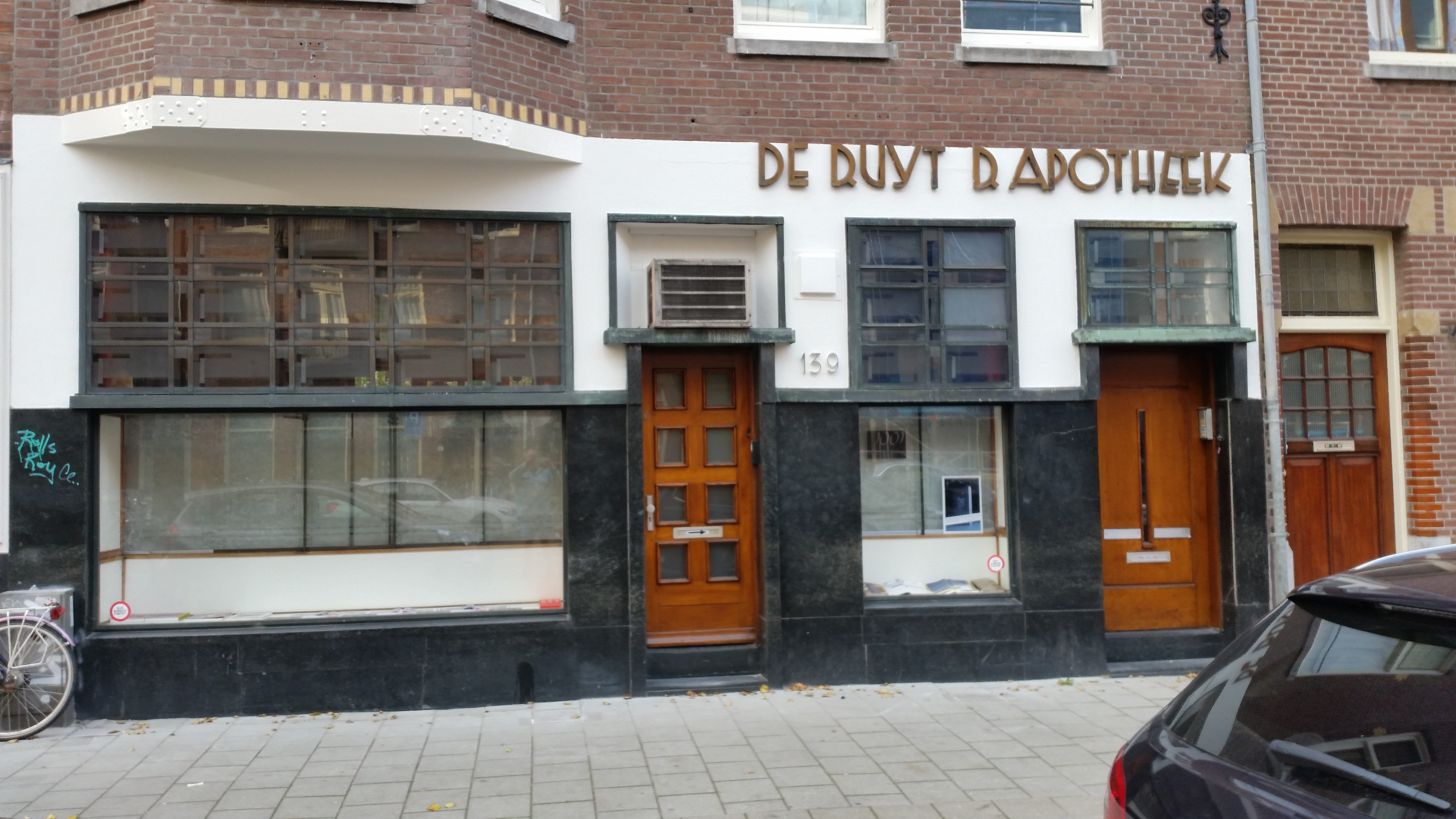
Pui van de voormalige apotheek (november 2018).
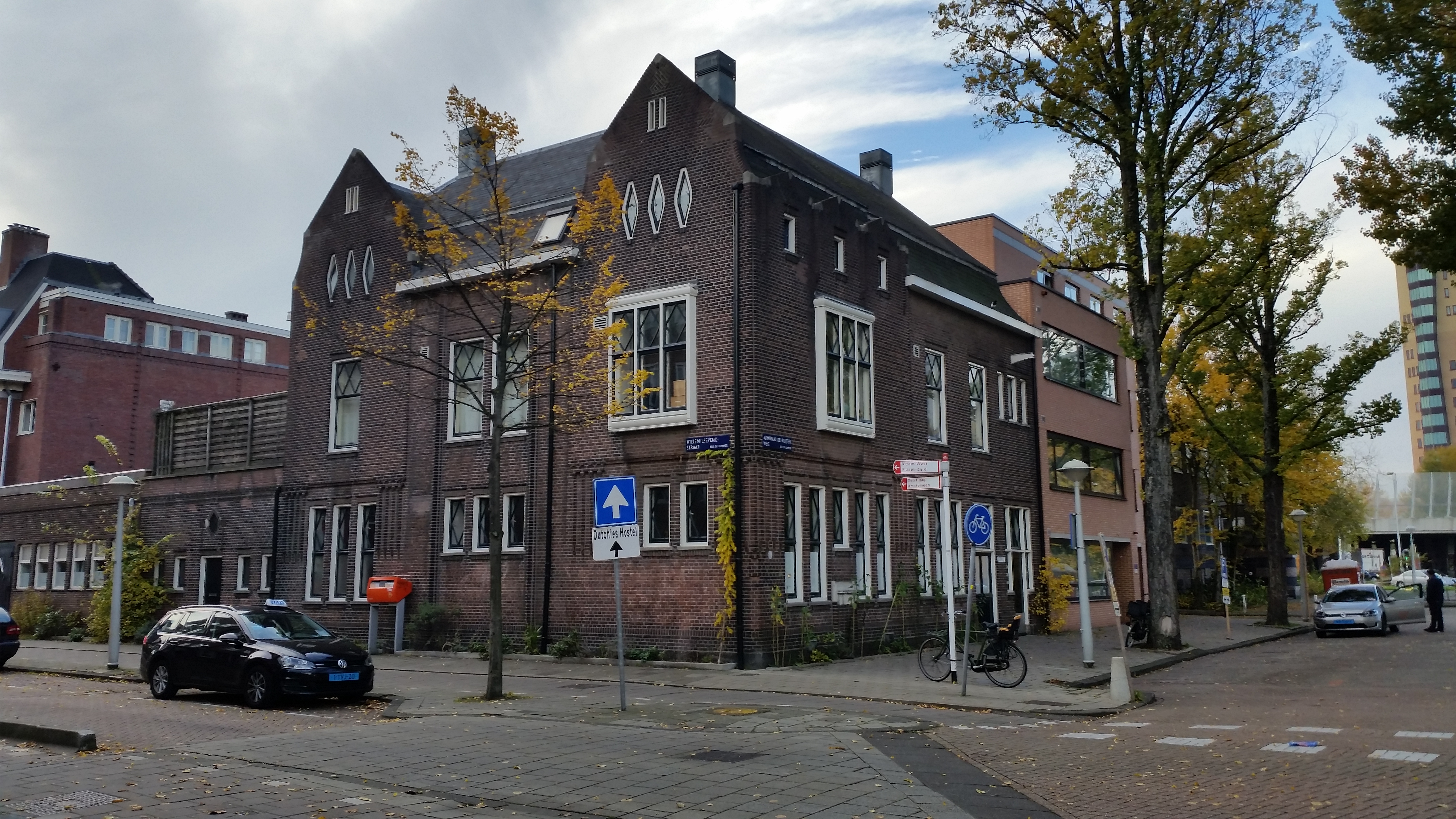
Post- en telegraafkantoor (november 2018).
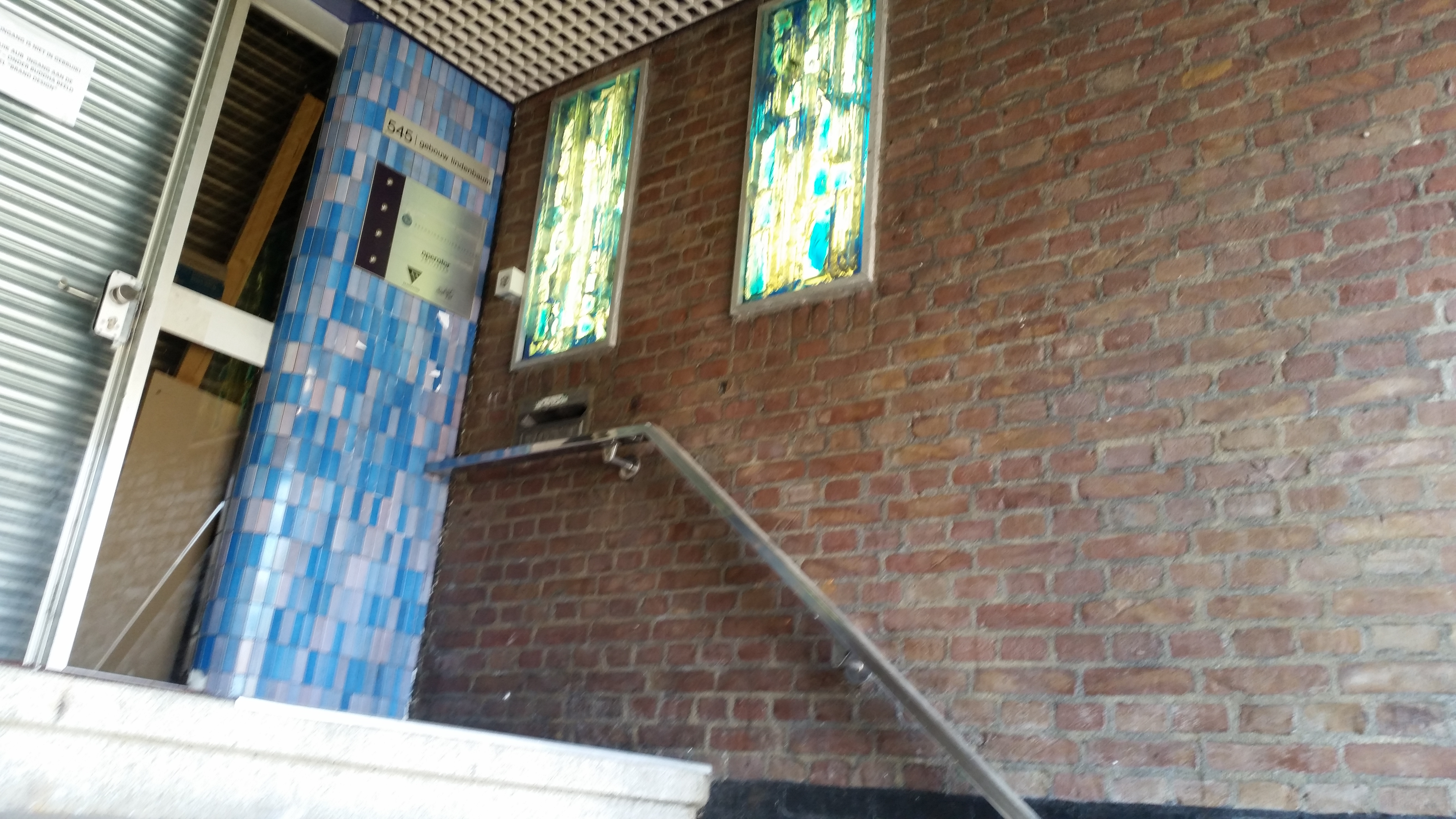
Versieringen in het gebouw van de Wereldbibliotheek (mei 2018).